# Pont-canal de Pontcysyllte
Le pont-canal de Pontcysyllte (en anglais : Pontcysyllte Aqueduct, en gallois : Traphont Ddŵr Pontcysyllte) est un pont-canal imaginé et construit par les ingénieurs Thomas Telford et William Jessop. Il porte le Canal de Llangollen, qui franchit notamment la vallée de la Dee, au Pays de Galles. Il a été ouvert en 1805.
Son nom signifie en gallois « le pont qui établit une liaison » (API : /ˌpɔntkəˈsəɬtɛ/). On le surnomme localement the canal in the sky (« le canal dans le ciel »).

## Une cuve de fonte de mille pieds

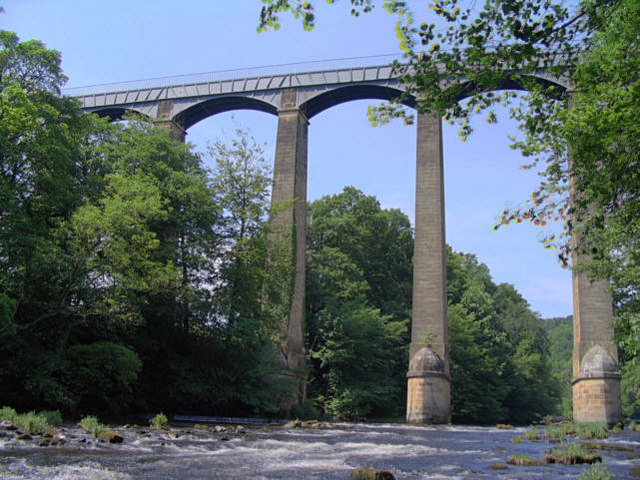
La rivière Dee, au cours tumultueux.

La partie contenant l'eau est une longue cuve de fonte, dont les éléments sont assemblés en queue d'aronde et encastrés sur de solides piliers de maçonnerie, formant un canal rempli d'eau presque à ras bord, avec un étroit trottoir boulonné en porte-à-faux (cantilever) et un garde-corps d'un côté, le vide de l'autre...
La tradition locale rapporte des particularités concernant la construction de l'ouvrage : les joints des éléments de la cuve furent calfatés à l'aide de  flanelle de Galles et d'un mélange de plomb blanc et de particules de fer provenant de déchets de forage, avant d'être définitivement scellés au plomb ; du sang de bœuf serait entré dans la composition du mortier de chaux utilisé dans les parties maçonnées,.
L'aqueduc a assuré un service régulier durant un siècle et demi : commencé en 1796 et ouvert en 1805, il n'a été désaffecté au transport des marchandises qu'en 1944.

## Une vocation touristique
Il est aujourd'hui réhabilité pour le tourisme fluvial.

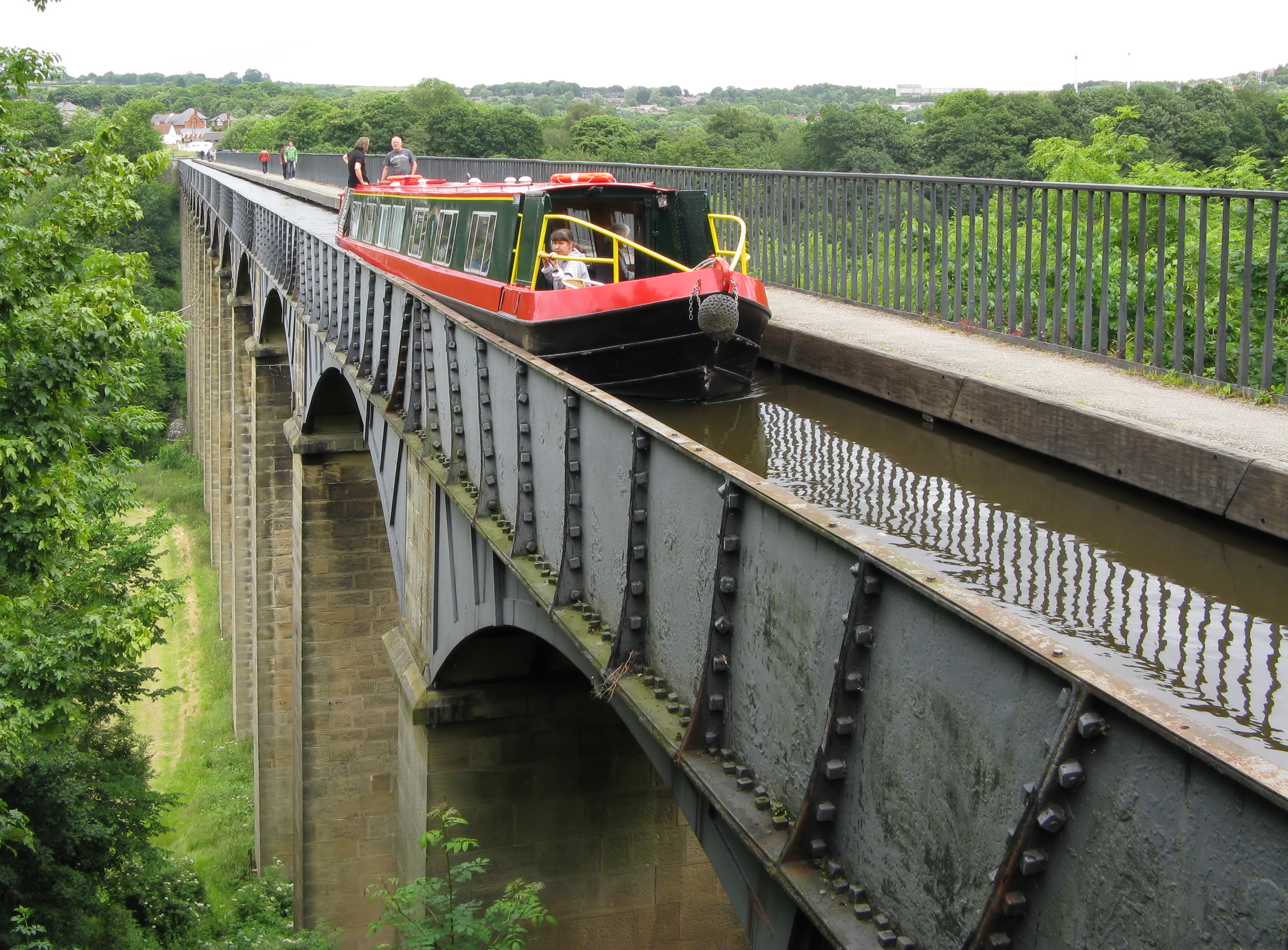
Traversée du pont-canal.

## Inscription au patrimoine mondial
Présent en liste indicative depuis 2005, l'ouvrage a été inscrit au patrimoine mondial de l'UNESCO en 2009.

## En chiffres
- longueur : 1 000 pieds - 304,8 m
- 19 arches de 45 pieds chacune - 13,7 m
- 126 pieds de hauteur au-dessus de la vallée de la Dee - 38,4 m
- cuve de 11 pieds (3,35 m) de large et cinq pieds (1,52 m) de profondeur
- contenance : 400 000 gallons (1 818 436 litres)

Le canal, comme beaucoup d'autres en Angleterre, est en narrow gauge, c'est-à-dire à petit gabarit.